# Peter Kruck

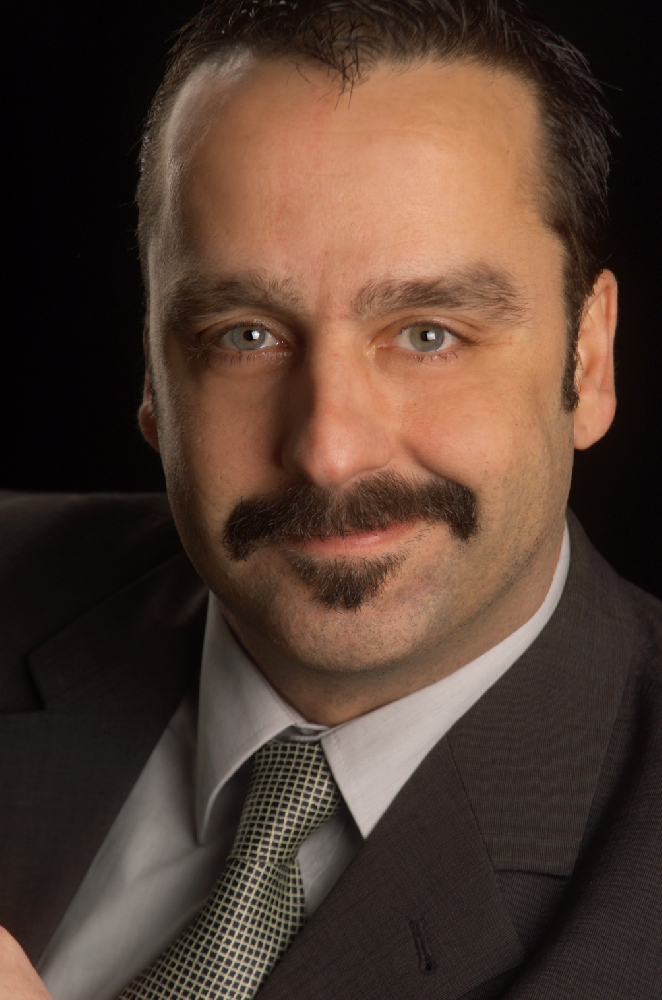
Peter Kruck (2006)

Peter Kruck (* 1965 in Marl) ist ein deutscher Medienwissenschaftler, Publizist und freiberuflicher Lektor. Er war als Quizkandidat mehrfach im Fernsehen.

## Leben
Kruck ist gelernter Bankkaufmann. Nach Beendigung seines Studiums der Publizistik/Kommunikationswissenschaft an der Ruhr-Universität Bochum im Jahr 1998 war er Geschäftsführer des Kommunikationsforschungsinstituts BIFAK.
Kruck ist seit 2002 Lehrbeauftragter an der Ruhr-Universität Bochum. In der Forschung widmete er sich schwerpunktmäßig der von Elisabeth Noelle-Neumann eingeführten Nah-/Fernbild-Hypothese, über die er 2006 mit der Dissertation Das Nah-/Fernbild-Phänomen im Spiegel einer explorativen Umfrage. Medienwirkungstheoretische und soziodemografische Implikationen, einem Thema aus dem Bereich der empirischen Sozialforschung, promovierte. Kruck arbeitet als freiberuflicher Publizist und Wissenschaftslektor.
Im Oktober 2009 war er Kandidat in der Fernseh-Quizsendung Das Duell im Ersten, wo er gegen Barbara Schöneberger 20.000 Euro gewann. Am 7. und 10. Januar 2011 war er Kandidat in der Fernseh-Quizsendung Wer wird Millionär?, in der er 125.000 Euro gewann. Im Oktober 2011 gelangte er ins Finale der Sendung Der klügste Deutsche 2011. Im August 2012 trat er gemeinsam mit Dunja Hayali bei der Neuauflage des ZDF-Klassikers Die Pyramide an; die beiden erspielten 11.500 Euro. Im Mai 2014 unterlag er im Stechen der Sendung Der Quiz-Champion.

## Veröffentlichungen
- Kommunikation im Gespräch. Daedalus, 2001
- Alcohol - Alles, was Sie darüber wissen müssen. Herbig, 2006 ISBN 9783776624625
- Die Bankenfalle. Wie wir geschröpft, verlassen und verkauft werden. Signum-Verlag, 2007
- Mensch!: Alles, was Sie über das Leben wissen müssen. Herbig, 2008
- Das Nah-/Fernbild-Phänomen im Spiegel: Medienwirkungstheoretische und soziodemografische Implikationen. VDM Verlag Dr. Müller, 2008
- Schnellkurs Politik. Dumont Literatur und Kunst Verlag, 2009
- Besseres Deutsch. Kompakt, kompetent, kurzweilig. Der Leitfaden zum perfekten Text. Dumont Literatur und Kunst Verlag, 2010 (Leseprobe; PDF, 743 kB)
- Und? Welchen Joker nehmen wir? Wie Sie in einer Quizshow richtig abräumen. Books on Demand (Selbstpublikation), 2012
- Voxxx Populi - Wie wir uns in fünfzig Jahren selbst regieren. Kindle Edition (Selbstpublikation), 2014
- Dino + Ricky (1) und die schinkenbrötchenfressenden Räuber. Dino Fino GmbH, 2024
- Dino + Ricky (2) und das krabbelviehversponnene Höhlengeheimnis. Dino Fino GmbH, 2024
- Dino + Ricky (3) und die kauderwelschbrabbelnden Kobolde. Dino Fino GmbH, 2024
- Dino + Ricky (4) und das sechsunddreißigzimmrige Onkelhaus. Dino Fino GmbH, 2024
- Dino + Ricky (5) und die krötenschlotzschleimige Wurmrettung. Dino Fino GmbH, 2024
- Dino + Ricky (6) und das kirschkopfkugelige Meistermännchen. Dino Fino GmbH, 2024
- Feodora + Gino (1) Freunde für immer (mit Meggie Berns). Dino Fino GmbH, 2024
- Feodora + Gino (2) Ein Chor ohne Tenor (mit Meggie Berns). Dino Fino GmbH, 2024
- Feodora + Gino (3) Licht im Puppenhaus (mit Meggie Berns). Dino Fino GmbH, 2024